# メディエーター (企業)
株式会社メディエーター（Mediator Corporation）は、かつてネットカフェのサポート事業などを手掛けていた日本の企業。

## 事業内容
ネットカフェにおけるゲームパブリッシング、ゲームマーケティング事業、オンラインゲーム運営代行事業、オンラインゲームカスタマーサポート運営事業などを手がけている。公認ネットカフェとパブリッシャーやコンテンツホルダーとの仲介役（メディエーター）になることで、ネットカフェ産業やゲーム業界の発展を目指していた。設立後の事業戦略として以下の3点が掲げられた。
- ネットカフェにおけるゲームサービスの地位向上
- ネットカフェでのオンラインゲームプレイの一般化
- 韓国で培われたノウハウの日本向けカスタマイズ

2013年6月、本社を東京都新宿区東新宿の新宿イーストサイドスクエアから高田馬場に移転。中古パソコンの買取と販売の株式会社メディエイターとは別会社である。

## 沿革
- 2008年2月　韓国メディアウェブ社との共同出資によりネットカフェ運営支援事業会社として設立
- 2009年
  - 4月　NHN Japan（現LINE）の100％子会社となる（2009年5月とする資料もある）
  - 10月　ネットカフェ専用サービス「Flat-Flat」を開始
- 2010年8月　「Flat-Flat」内に「ふらっと動画」サービス開始[4]
- 2012年
  - 2月　ネットカフェ向けサービス「雑誌オンライン」サービス開始[5]
  - 9月　「Picoon！」正式サービス開始[6]
- 2013年4月1日　NHN Japan（現LINE）の会社分割により、新設されたNHN Japan（現NHN JAPAN）の子会社となる
  - 6月　本社を新宿区高田馬場のPrimegateに移転
- 2015年11月30日　NHN comico（現NHN JAPAN）に吸収合併される[7]